# Джейн Морріс

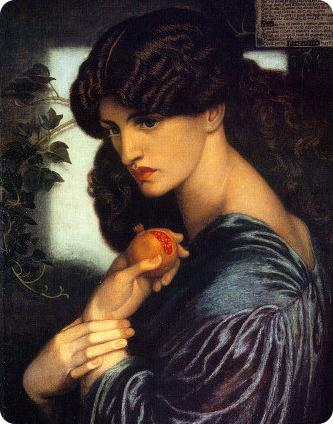
Данте Габріель Россетті. Прозерпін (фрагмент). 1874

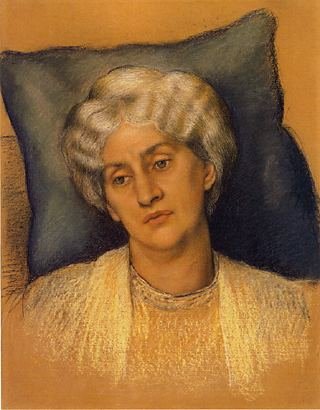
Евелін де Морган. Портрет Джейн Морріс. 1904

Джейн Морріс (англ. Jane Burden, 19 жовтня 1839, Оксфорд, Великобританія - 26 січня 1914, Бат, там же) - британська натурниця та вишивальниця, втілення ідеалу краси прерафаелітів. 
Дружина Вільяма Морріса, кохана Данте Габріеля Россетті.

## Життєпис
Народилася в Оксфорді, де жили її батьки Роберт Берден і Енн (до шлюбу Майзі). Батько працював конюхом, а мати була неписьменною і, швидше за все, приїхала до Оксфорда, щоб працювати прислугою. Про дитинство Джейн відомо дуже мало, проте ясно, що воно пройшло у бідності та поневіряннях.
У жовтні 1857 зі своєю сестрою Єлизаветою Джейн пішла на виступ театру «Друрі-Лейн», де її помітили художники Данте Габріель Россетті та Едвард Берн-Джонс, які входили до групи, що писала фрески в Оксфордському союзі. Вони були вражені красою Джейн і вмовили позувати. Спочатку вона була моделлю для королеви Гвіневри у Россетті, потім позувала Моррісу для картини «Прекрасна Ізольда» (La Belle Iseult). Морріс зробив їй пропозицію, і вони одружилися.
До шлюбу Джейн Морріс була вкрай малоосвіченою, оскільки батьки, швидш за все, припускали для неї кар'єру прислуги. Після заручин вона почала брати приватні уроки, вивчила французьку та італійську, стала майстерною піаністкою. Її манери і мова настільки змінилися, що сучасники характеризували її як «царську» особу. Пізніше вона увійшла до вищого англійського суспільства і, можливо, послужила прообразом Елізи Дулітл з п'єси Бернарда Шоу «Пігмаліон».
Генрі Джеймс, який вперше відвідав Моррісів у 1869, так писав про Джейн Морріс своїй сестрі:
О, моя люба, що то за жінка! Вона прекрасна у всьому. Уяви собі високу, худорляву жінку, в довгій сукні з тканини кольору приглушеного пурпуру, з натуральної матерії до останнього шнурка, з копицею кучерявого чорного волосся, що спадає великими хвилями по скронях, маленьке і бліде обличчя, великі темні очі, глибокі і зовсім суни густими чорними і вигнутими бровами, рот як у «Оріани» в нашому ілюстрованому Тенісоні, висока відкрита шия в перлах, і в результаті - сама досконалість.

Вінчання Джейн та Вільяма Морріса відбулося 26 квітня 1859 в оксфордській церкві Святого Михайла. Батько Джейн тоді працював конюхом у стайні за адресою Голівелл-стріт, 65 в Оксфорді.
Пара спочатку жила в «Червоному домі» (Бексліхіт, Кент), де Джейн народила дочок Алісу (січень 1861) і Мері (березень 1862), потім протягом багатьох років - в особняку Келмскотт-Менор (англ. Kelmscott Manor) на кордоні Оксфордшира та Вілтшира. Цей будинок зараз відкритий для публіки.
Джейн Морріс померла 26 січня 1914 в Баті, де мешкала в будинку за адресою Брок-стріт, 5.

## Галерея

Джейн Берден на картинах Вільяма Морріса та Данте Габріеля Россетті
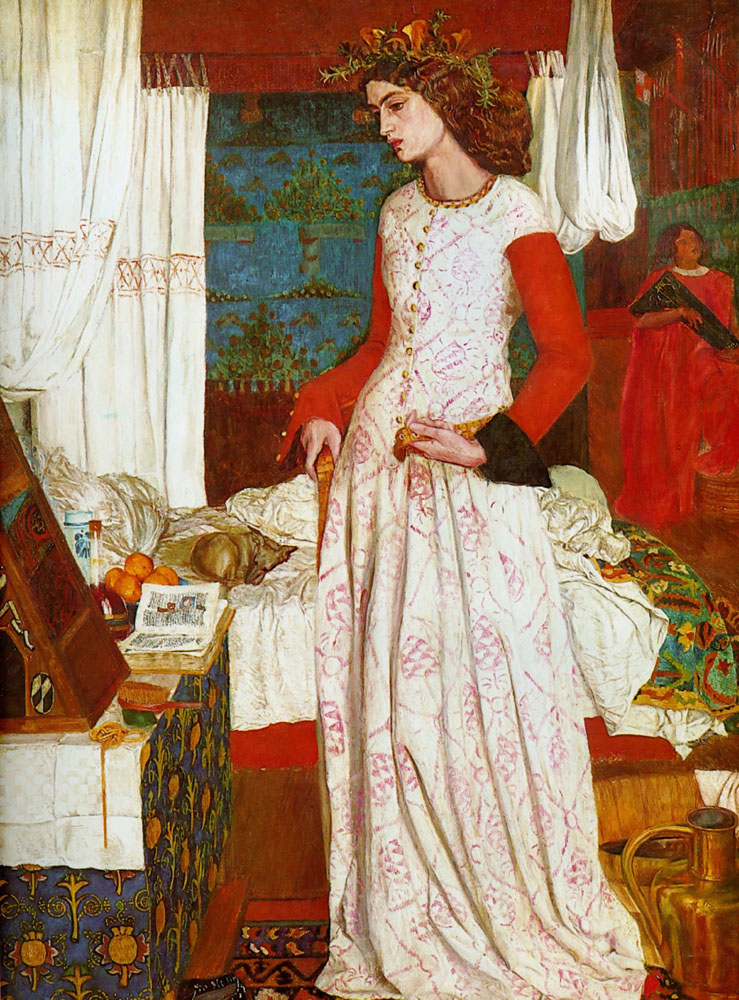
Вільям Морріс. Королева Ґвіневера. 1858
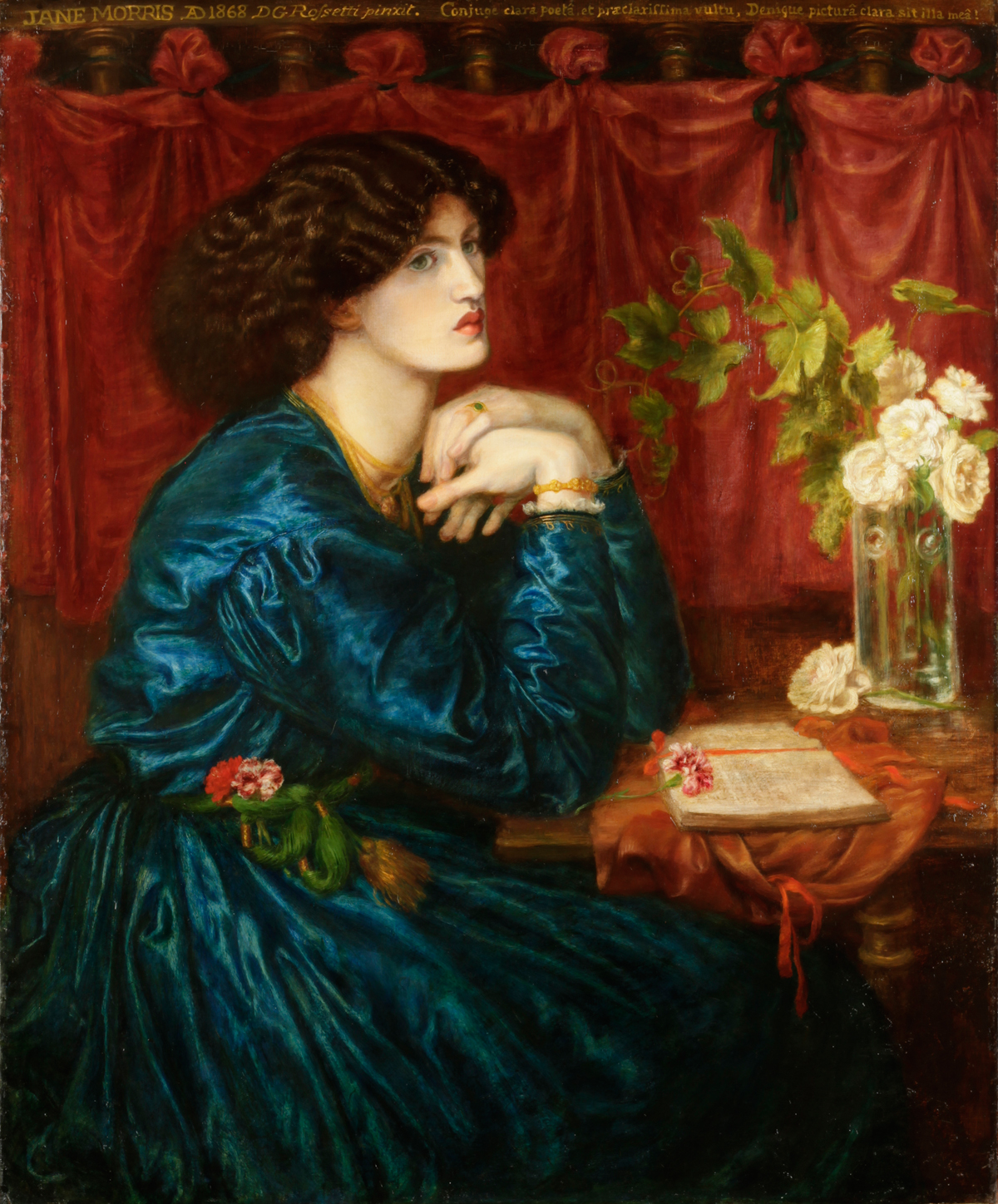
Данте Габріель Россетті. Синє шовкове плаття. 1868
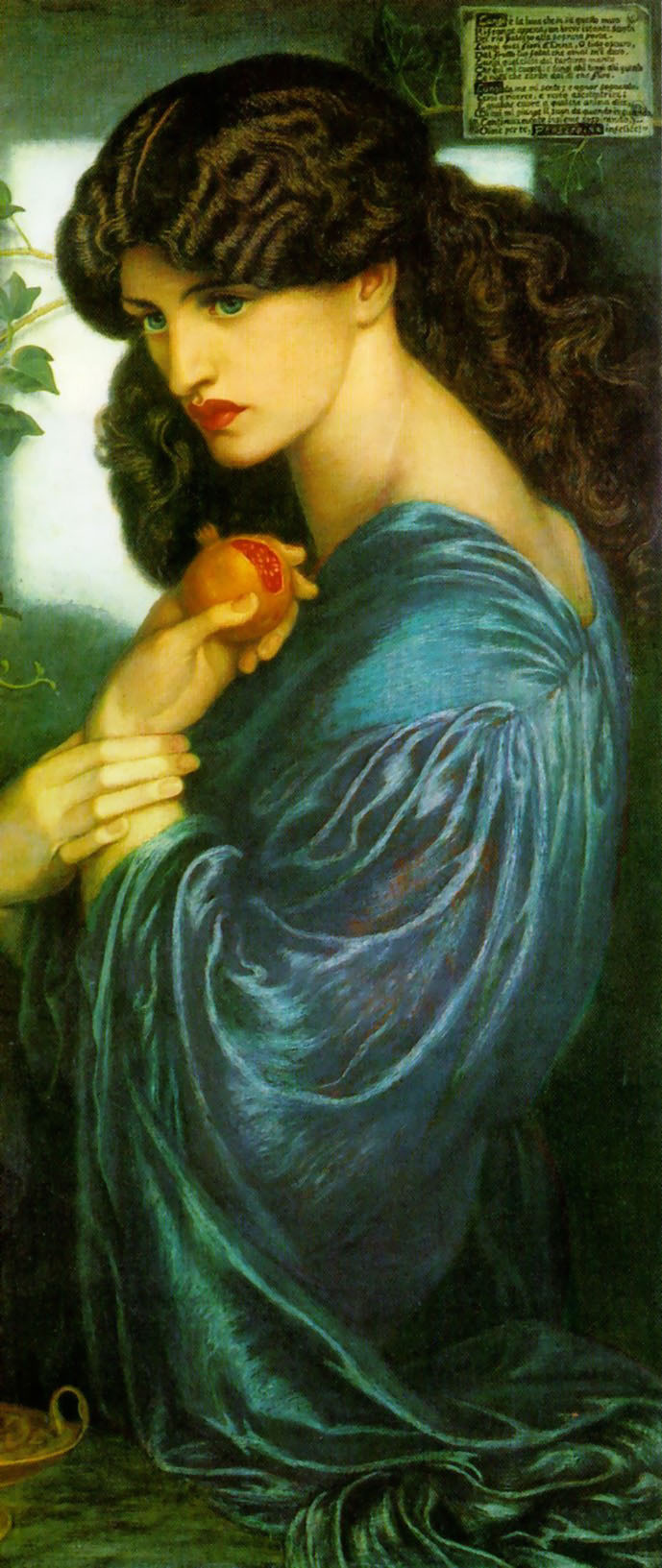
Данте Габріель Россетті. Прозерпіна. 1874
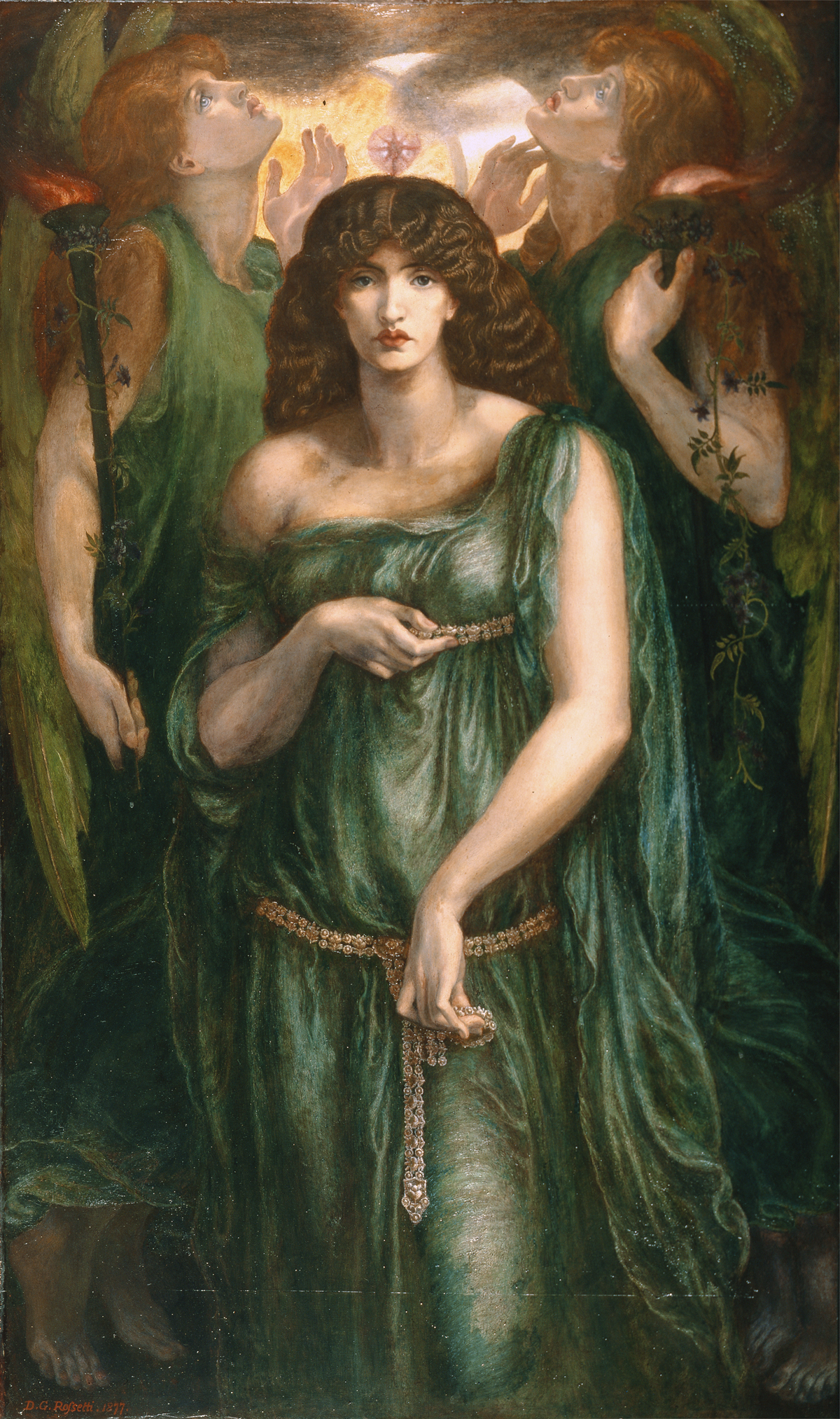
Данте Габріель Россетті. Астарта Сирійська. 1877

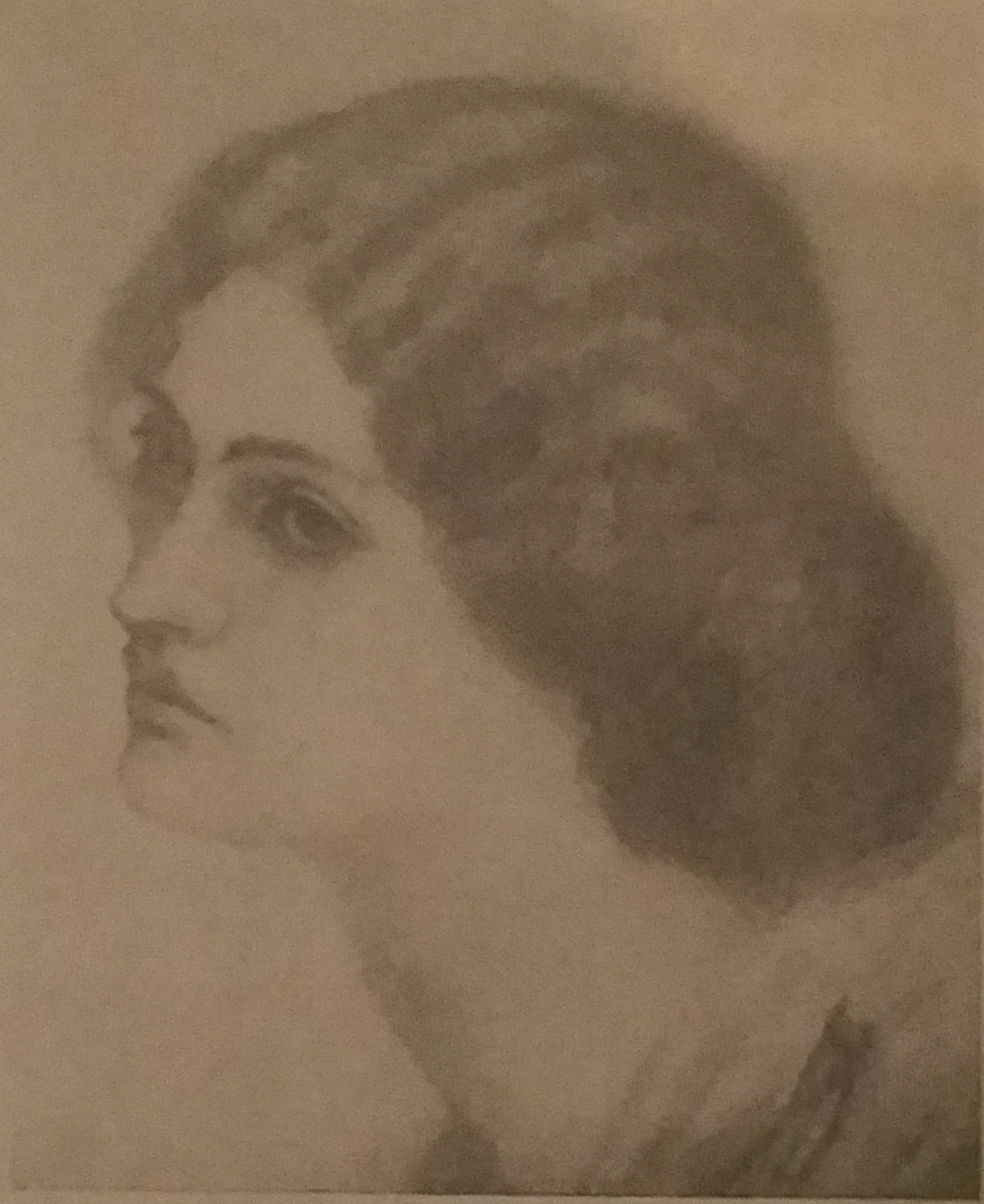
Jane sketched by William Morris at age 18, during their engagement
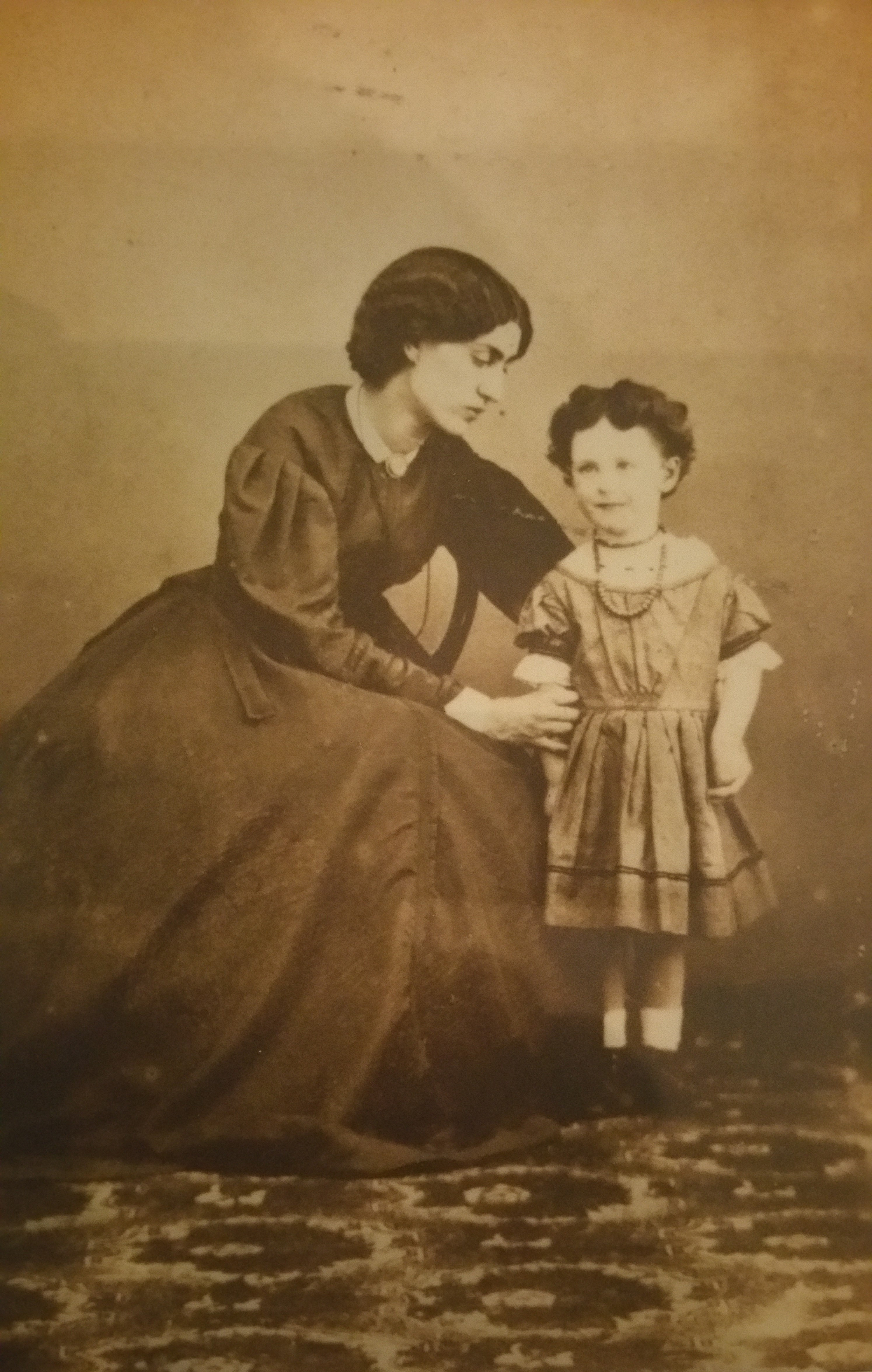
Jane and Jenny Morris c. 1864
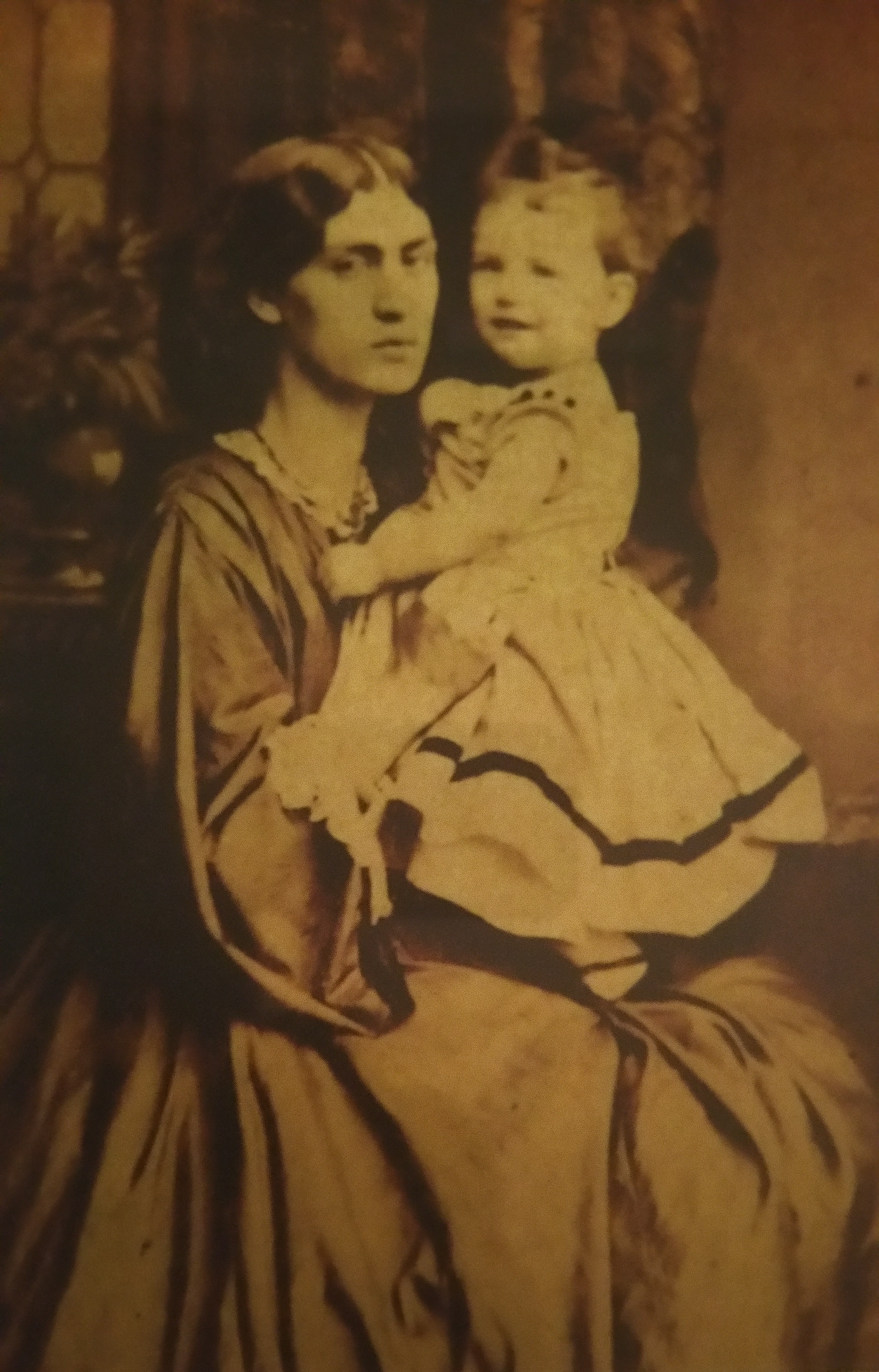
Jane and May Morris, c. 1865
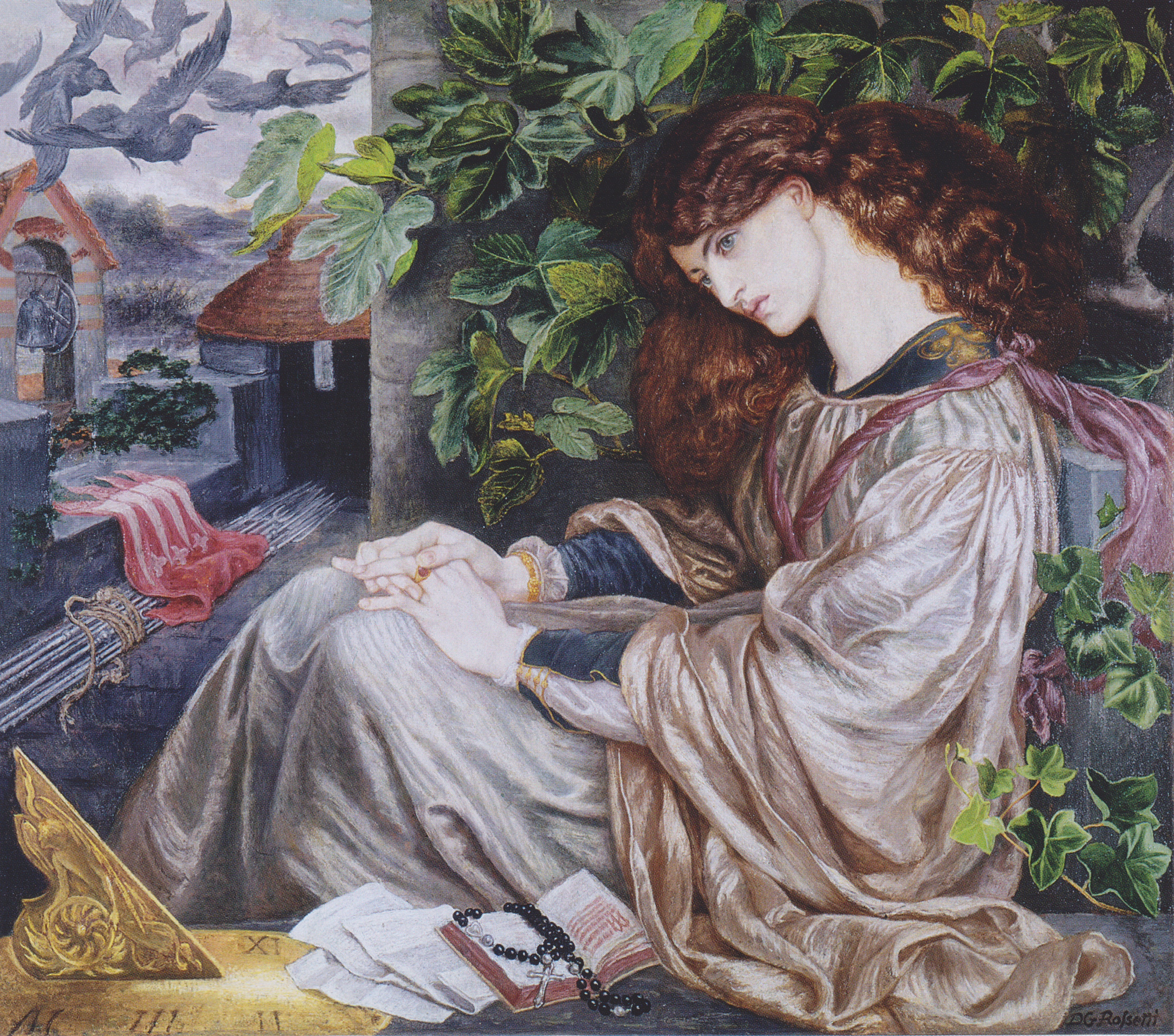
Данте Габріель Росетті: Pia de' Tolomei, c. 1868
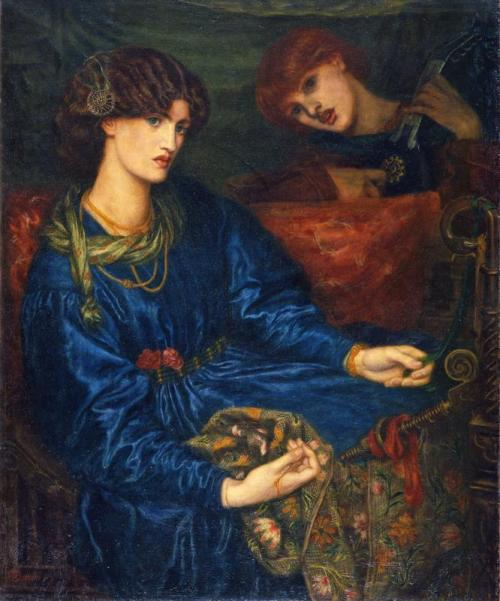
Morris as Mariana from Measure for Measure, Данте Габріель Росетті(1870), Aberdeen Art Gallery
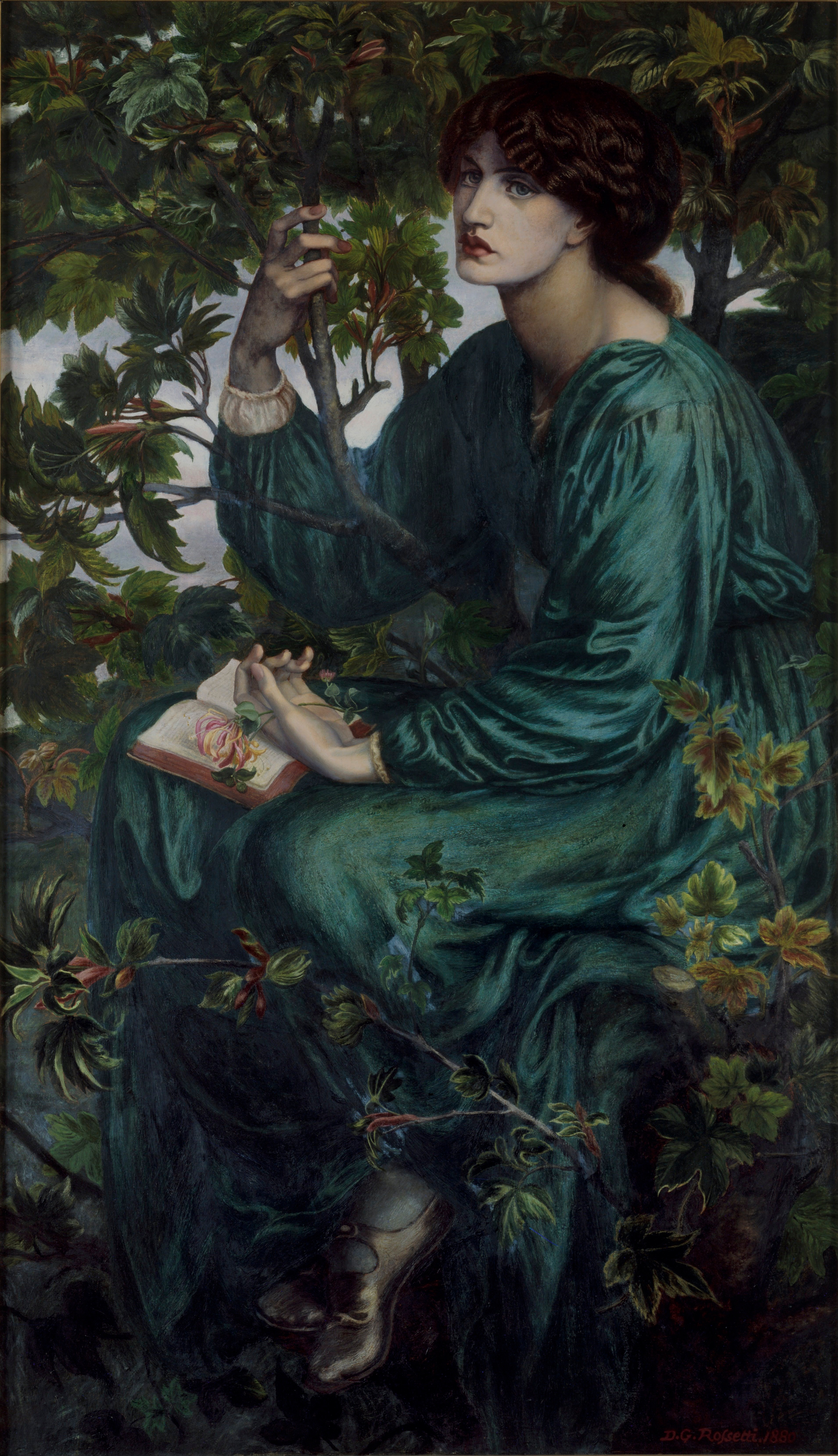
Данте Габріель Росетті – The Day Dream, 1880